# Sharif Omer
Sharif Omer Abdalla Makki (ur. 19 czerwca 1992 w Chartumie) – sudański piłkarz grający na pozycji prawoskrzydłowego. Od 2016 jest zawodnikiem klubu Al-Hilal Al-Fasher.

## Kariera klubowa
Od 2016 Omer gra w klubie Al-Hilal Al-Fasher.

## Kariera reprezentacyjna
W reprezentacji Sudanu Omer zadebiutował 30 grudnia 2021 w przegranym 2:3 towarzyskim meczu z Etiopią, rozegranym w Limbé. W 2022 roku został powołany do kadry na Puchar Narodów Afryki 2021. Na tym turnieju rozegrał dwa mecze grupowe: z Nigerią (1:3) i z Egiptem (0:1).